# Jalmari Kivenheimo
Viktor Jalmar "Jalmari" Kivenheimo (født 25. september 1889 i Tuusula, død 29. oktober 1994 i Mikkeli) var en finsk gymnast, som deltog i OL 1912 i Stockholm.
Kivenheimo var en del af det finske hold, der stillede op i frit system ved legene i 1912. Holdet bestod af tyve gymnaster, og i en tæt konkurrence vandt Norge med 22,85 point, mens Kivenheimo og Finland blev nummer to med 21,85 og Danmark nummer tre med 21,25 point.
Han var den længst levende OL-medaljevinder fra legene i 1912 ved sin død i 1994 i en alder af 105 år.